# صنم بلوچ
صنم بلوچ (اردو: صنم بلوچ؛ زادهٔ ۱۴ ژوئیهٔ ۱۹۸۶) بازیگر اهل پاکستان است. وی بازیگر فیلم‌هایی همچون خاص، تیری رضا، کنکر و در شهوار بوده‌است.